# Aymeric de Peyrac
Pour les articles homonymes, voir Peyrac.
Aymeric de Peyrac (ou Aimeric de Peyrac), né vers 1340 et mort le 16 octobre 1406 est un moine de l'abbaye clunisienne de Moissac, abbé de Moissac de 1377 à 1406 et auteur d'une chronique, la Chronique des abbés de Moissac.

## Biographie

### Abbé de Moissac
Aymeric de Peyrac est né vers 1340 à Domme,. Son père, Jean de Peyrac, est juge ordinaire de Cahors et de Montauban,,,, au service du Prince Noir.
Aymeric de Peyrac devient moine de Moissac sous l'abbatiat de Ratier de Lautrec (1334-1361),. Il fait des études à l'université de Cahors puis à Toulouse dans les années 1360 et obtient un doctorat en droit canon en 1375,. Il enseigne en 1375 à l'université de Toulouse. Il est camérier du diocèse de Sarlat.
En 1376, il est nommé prieur de Saint-Luperc d'Eauze. Le 18 août 1377 le pape Grégoire XI le nomme abbé de Moissac,,,.
Vers la fin de son abbatiat, l'abbaye de Moissac compte vingt-neuf moines. Il meurt le 16 octobre 1406,.

### Chroniqueur
À partir des années 1390 et jusqu'à sa mort, Aymeric de Peyrac écrit une chronique, appelée la Chronique des abbés de Moissac, qui est composée de quatre parties : une histoire des papes jusqu'à Benoît XIII, une chronique des rois de France depuis Clovis et des empereurs, une histoire du monastère de Moissac jusqu'en 1402 et une courte chronique des comtes de Toulouse,. La partie consacrée à l'abbaye de Moissac contient de nombreuses chartes,. Dans sa chronique, il insiste sur les malheurs de son temps, qui sont pour lui la suite des persécutions passées dont l'Église a été la victime.
Cette chronique a été, au XIXe siècle et au début du XXe siècle, considérée comme de peu de valeur, mais elle a été partiellement réévaluée depuis,, les historiens soulignant la curiosité dont fait preuve Aymeric de Perac et l'étendue de sa culture historique et juridique. Toutefois, les transcriptions de textes faites par Aymeric de Peyrac sont souvent très libres, jusqu'à la paraphrase. Il ne respecte pas toujours la chronologie et commet des confusions de noms et de surprenantes digressions.
Vers 1404-1405, il rédige un traité sur la mort de Charlemagne, intitulé Stromatheus tragicus de obitu Karoli Magni et dédié au duc de Berry. Qualifié par G. Mollat d'« œuvre bizarre », cet ouvrage est, selon Paul Mironneau, « une sorte de traité «historico-moral » alternant fiction poétique et digressions érudites, un prosimètre glosé très engagé dans les affaires du schisme ». Il y exprime de nombreux souvenirs personnels, brosse des portraits de ses contemporains et raconte des anecdotes, datant notamment de sa jeunesse. Les événements liés au Grand Schisme d'Occident y tiennent une place importante. Aymeric de Moissac soutient Benoît XIII mais regrette le schisme, qu'il considère comme un scandale.
Dans ses œuvres, Aymeric de Peyrac s'intéresse à la musique, la géographie, l'histoire de l'art et l'archéologie. Il cherche à comprendre par lui-même et accorde de l'importance à la recherche des sources. Il recherche l'effet littéraire et, usant volontiers de superlatifs, il valorise certaines figures, comme le pape Urbain V et un de ses prédécesseurs à la tête de l'abbaye de Moissac, Bertrand de Montaigu, abbé de Moissac de 1260 à 1293. Ses œuvres ont pour but de restaurer le prestige de l'abbaye de Moissac, et d'attirer l'attention des grands seigneurs.

## Œuvres
- (la) Chronique universelle latine (Chronique de Moissac).
- (la) Stromateus tragicus de de obitu Karoli Magni.